# طرسونة
بلدية طَرَسُونَة (بالإسبانية: Tarazona تاراثونا) هي بلدية تقع في مقاطعة سرقسطة التابعة لمنطقة أرغون شمال شرق إسبانيا.

## الديموغرافيا
بلغ عدد سكان بلدية طرسونة 11.121 نسمة عام 2011 (وفقاً للمعهد الوطني الإسباني للإحصاء).
| 10.365 | 10.442 | 10.667 | 10.875 | 10.991 | 11.211 | 11.121 |

## أعلام
- أوغو دي سانتالا
- أغوستين ليوناردو
- فرنسيسكو مارتينيز
- بالتاسار جراثيان
- فرناندو بيريز

## وصلات خارجية
- (بالإسبانية) الموقع الرسمي لبلدية طرسونة